# Manuela Moreno
Manuela Moreno (Roma, 11 luglio 1966) è una giornalista e conduttrice televisiva italiana.

## Biografia
Dopo aver iniziato a lavorare in varie emittenti televisive locali, viene assunta in Rai nel 1992. Ha fatto parte della redazione del TG1, curando rubriche e collegamenti in diretta dell'edizione del mattino e le rubriche Italia sera e Prima - La cronaca prima di tutto. 
Nel 2001, al termine di un Lazio-Milan di campionato, mentre si trova a passeggiare nei pressi dello Stadio Olimpico, viene involontariamente coinvolta in una rissa tra i membri dei gruppi ultras Irridicubili della Lazio  e Brigate rossonere e Commandos Tigre del Milan, ricevendo un pugno all'occhio.
Nel 2002 è passata al TG2, lavorando prima alla redazione Cultura e spettacolo e poi alla redazione esteri, di cui è vice-caporedattrice. Ha condotto l'edizione mattutina del telegiornale e le rubriche Costume e Società, TG2 Salute e TG2 Puntoit.
Come inviata ha coperto numerosi avvenimenti, come gli attentati alla maratona di Boston del 2013, quelli alla sede di Charlie Hebdo e al Bataclan del 2015, all'aeroporto di Bruxelles e al mercatino di Natale di Berlino del 2016 e l'attentato terroristico di London Bridge del 2017, il terremoto in Nepal nel 2015 e la guerra del Donbass. È stata inoltre inviata nella cosiddetta "giungla di Calais", nel campo di accoglienza profughi di Lesbo e sull'isola di Lampedusa per raccontare la situazione dei migranti e dei profughi, così come a Buenos Aires in occasione dell'elezione di papa Francesco e ha curato gli speciali del TG2 in diretta sul tentato golpe in Turchia avvenuto nel 2016, gli attentati di Dacca e di Nizza del 2016 e di Istanbul del 2017 e il terremoto del Centro Italia del 2016.
Fino al 3 novembre 2019 ha condotto l'edizione delle 20:30 del TG2.
Nel 2013 è diventata corrispondente dagli Stati Uniti: qui ha seguito l'elezione di Bill de Blasio a sindaco di New York, la visita di Stato dell'allora Presidente del Consiglio Enrico Letta negli USA e successivamente l'intera campagna elettorale di Donald Trump, fino alla sua elezione a Presidente. Ha inoltre realizzato vari servizi sulle condizioni dei migranti, recandosi ai confini con Canada e Messico, e ha seguito la storia di Chico Forti, imprenditore trentino condannato all'ergastolo per omicidio.
Nel 2006 ha partecipato come concorrente alla prima edizione del reality show Notti sul ghiaccio, in coppia con il nazionale di pattinaggio Fabrizio Pedrazzini. Nel 2015 è stata narratrice di una puntata del programma Techetechete'.
Dal 4 novembre 2019 al 14 marzo 2025 ha condotto TG2 Post, programma di approfondimento in onda dopo il TG2. Dal dicembre 2022 fino alla chiusura del programma è la reporter fittizia per le inchieste di Viva Rai2!. 
Nell'estate 2023 e 2025 ha condotto Filorosso su Rai 3.
Da marzo a giugno 2025 ha condotto su Rai 3 Un alieno in patria, al fianco di Peter Gomez e del comico Paolo Rossi. 
Fa parte della componente sindacale di "Pluralismo e Libertà" (Stampa Romana / FNSI).

### Vita privata
Ha avuto una breve relazione sentimentale con il dirigente sportivo Adriano Galliani alla fine degli anni novanta.